# Кулатино (Вологодская область)
Кулатино — деревня в Великоустюгском районе Вологодской области.
Входит в состав Самотовинского сельского поселения, с точки зрения административно-территориального деления — в Самотовинский сельсовет. До 2001 года входила в Луженгский сельсовет.
Расстояние до районного центра Великого Устюга по автодороге — 33 км, до центра муниципального образования Новатора по прямой — 21 км. Ближайшие населённые пункты — Большая Слобода, Малая Слобода, Степаница, Лобаново, Прислон.
По данным переписи в 2002 году постоянного населения не было.